# 제주민란
제주민란 또는 강제검의 난은 1862년 진주민란의 영향을 받아 제주도에서 발생한 민란이다. 향리와 아전들의 착취에 저항하여 강제검, 김흥채 등을 중심으로 일어난 민란으로, 한때 제주군 감영을 점령하기도 하였다.

## 개요
철종 13년(1862년) 진주민란 진압 이후 진주민란의 영향을 받아 제주도에서도 난이 발생했다. 이를 강제검의 난 이라고도 부른다. 같은 해 2월에 진주에서 불이 붙어 삼남지방으로 번졌던 육지의 민란에 자극을 받아 일어난 것으로, 그해 9월 대정현 사람 강제검과 제주 봉개리 사람 김흥채 등의 중심이 되어 향리와 아전들에게 저항하였다.
정부에서 파견한 수령보다 악랄한 방법으로 착취와 부역을 부과하는 탐관오리들에 대한 분노가 쌓여서 일어난 사건으로  농민들의 지지를 받아 확산되었다. 조세를 지나치게 많이 거두는 것, 부역을 불공평하게 매기는 것, 또 환곡에서 부정이 많이 저질러지는 것 등의 이유로 발생하였으며 9,10,11월에 걸쳐 3차례나 봉기하였고 3차 봉기 때에는 1863년 1월에는 제주 감영을 점령하고 제주목 전체를 장악하기도 하였다.
관아를 점령, 장악하기까지 했던 봉기는 1863년 1월 관군에 의해 진압되고 강제검, 김흥채 등은 체포되어 압송된 뒤 처형당하였다.

## 기타
신분적 차별과 더불어 과도한 조세부담을 져야 했던 대다수 도민들은 이러한 항쟁으로 자신들의 주장을 내세울 수밖에 없었고 봉건정부는 이러한 도민들의 요구를 들어줄 능력이 애초에 없었기 때문에 봉기는 다음의 봉기를 잉태하고 있을 수밖에 없었다.

## 같이 보기
- 진주 민란
- 이재수의 난
- 홍경래의 난